# Кінотавр
«Кінотавр» (рос. Кинотавр) — відкритий російський кінофестиваль, проводиться традиційно в Сочі (з 1991), перший фестиваль пройшов у м. Подольськ (1990). «Кінотавр» є другим за величиною російським кінофестивалем (після ММКФ).
Позиціонує себе як головний кінофестиваль для російського кінематографа, який щорічно представляє зріз місцевого кіно — від авторського і експериментального до жанрового і глядацького

## Історія
До 2011 року в конкурсі повнометражного кіно могли взяти участь лише російські фільми. З 2011 року географічні рамки були скасовані, і на конкурс можуть подати будь-який фільм, знятий російською мовою. Лише за умови, що це виправдано сюжетом. Фільм може бути навіть знятий іншою мовою, але в такому випадку Росія повинна бути однією з країн-виробників. Так, у 2017 році в конкурсі брав участь (і отримав приз за найкращу режисуру) фільм Резо Гігінешвілі «Заручники» спільного грузинсько-російсько-польського виробництва, знятий переважно грузинською мовою.
Перший радянський фестиваль був проведений Марком Рудінштейном (1946—2021) у квітні 1990 року в підмосковному Подольську. Після успішного старту кінофестиваль переїхав у курортне місто Сочі, де і проходить до сьогодення. Місцем проведення заходу традиційно є «Зимовий театр» в Центральному районі Сочі.
У 2005 році Рудінштейн відійшов від справ. Новим президентом кінофестивалю став продюсер Олександр Роднянський.
Напередодні 25-го ювілейного фестивалю актори, режисери і продюсери записали відеозвернення, в якому привітали конкурс з ювілеєм. У запису відеозвернення «про вічні проблеми російського кіно» взяли участь Анатолій Білий, Ольга Сутулова, Вікторія Толстоганова, Катерина Вуличенко, Андрій Мерзлікін, Равшана Куркова, Павло Дерев'янко та Юрій Колокольников.

## Номінації
- Головний приз;
- Приз за найкращу режисуру;
- Приз за найкращу жіночу роль;
- Приз за найкращу чоловічу роль;

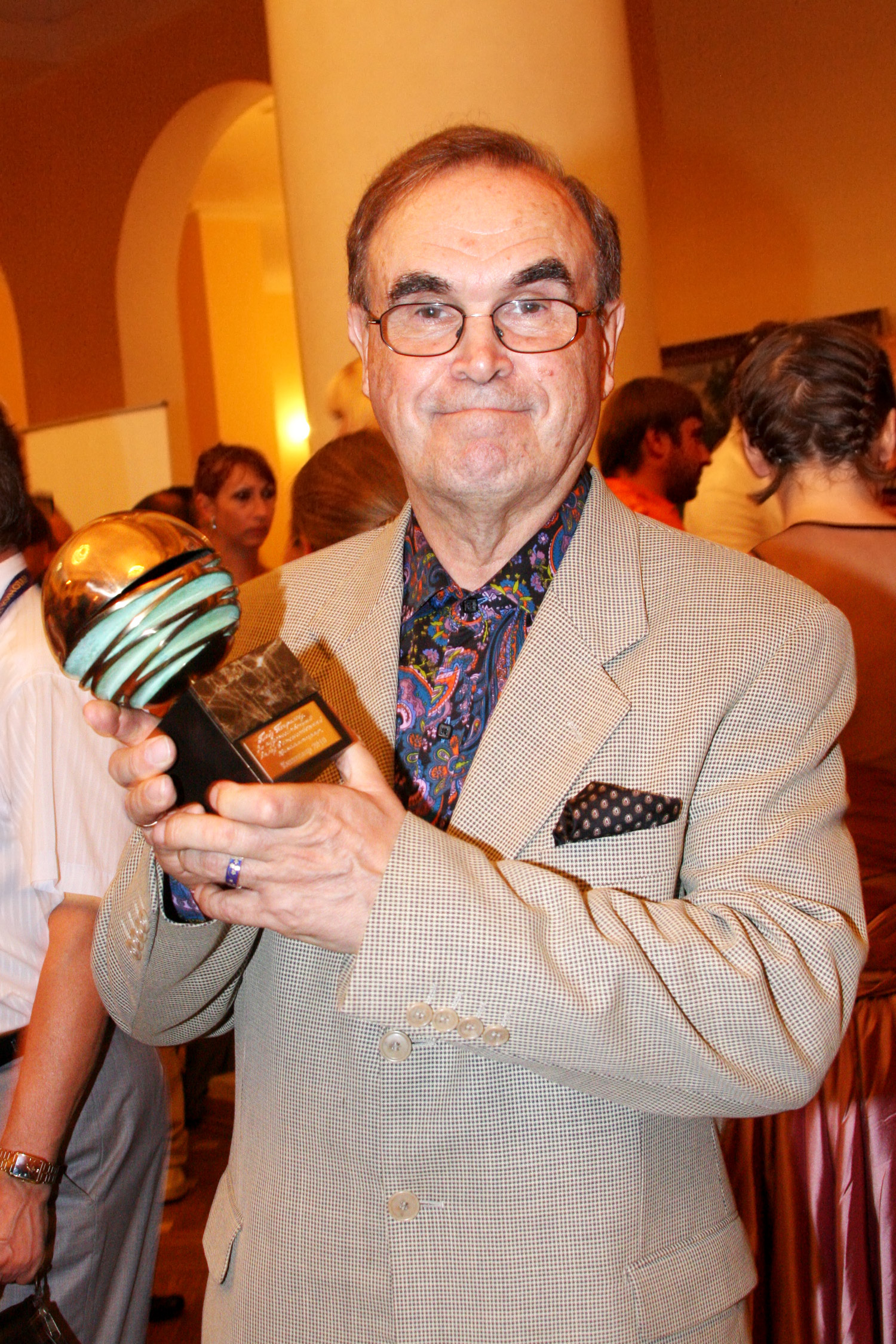
Режисер Гліб Панфілов з призом за вклад у кінематограф на 21 фестивалі «Кінотавр», 6 червня 2010

- Приз ім. О. Янковського за найкращу чоловічу роль;
- Приз за найкращу операторську роботу;
- Приз ім. Г. Горіна «За найкращий сценарій»;
- Приз ім. М. Таривердієва «За найкращу музику до фільму»;
- Приз конкурсу «Кінотавр. Дебют»;
- Приз конкурсу «Кінотавр. Короткий метр».

## Фестивалі
Кінотавр 1991; Кінотавр 1992; Кінотавр 1993; Кінотавр 1994; Кінотавр 1995;
Кінотавр 1996; Кінотавр 1997; Кінотавр 1998; Кінотавр 1999; Кінотавр 2000;
Кінотавр 2001; Кінотавр 2002; Кінотавр 2003; Кінотавр 2004; Кінотавр 2005;
Кінотавр 2006; Кінотавр 2007; Кінотавр 2008; Кінотавр 2009; Кінотавр 2010;
Кінотавр 2011; Кінотавр 2012; Кінотавр 2013; Кінотавр 2014; Кінотавр 2015;
Кінотавр 2016; Кінотавр 2017; Кінотавр 2018; Кінотавр 2019; Кінотавр 2020.